# Bublinatka obecná

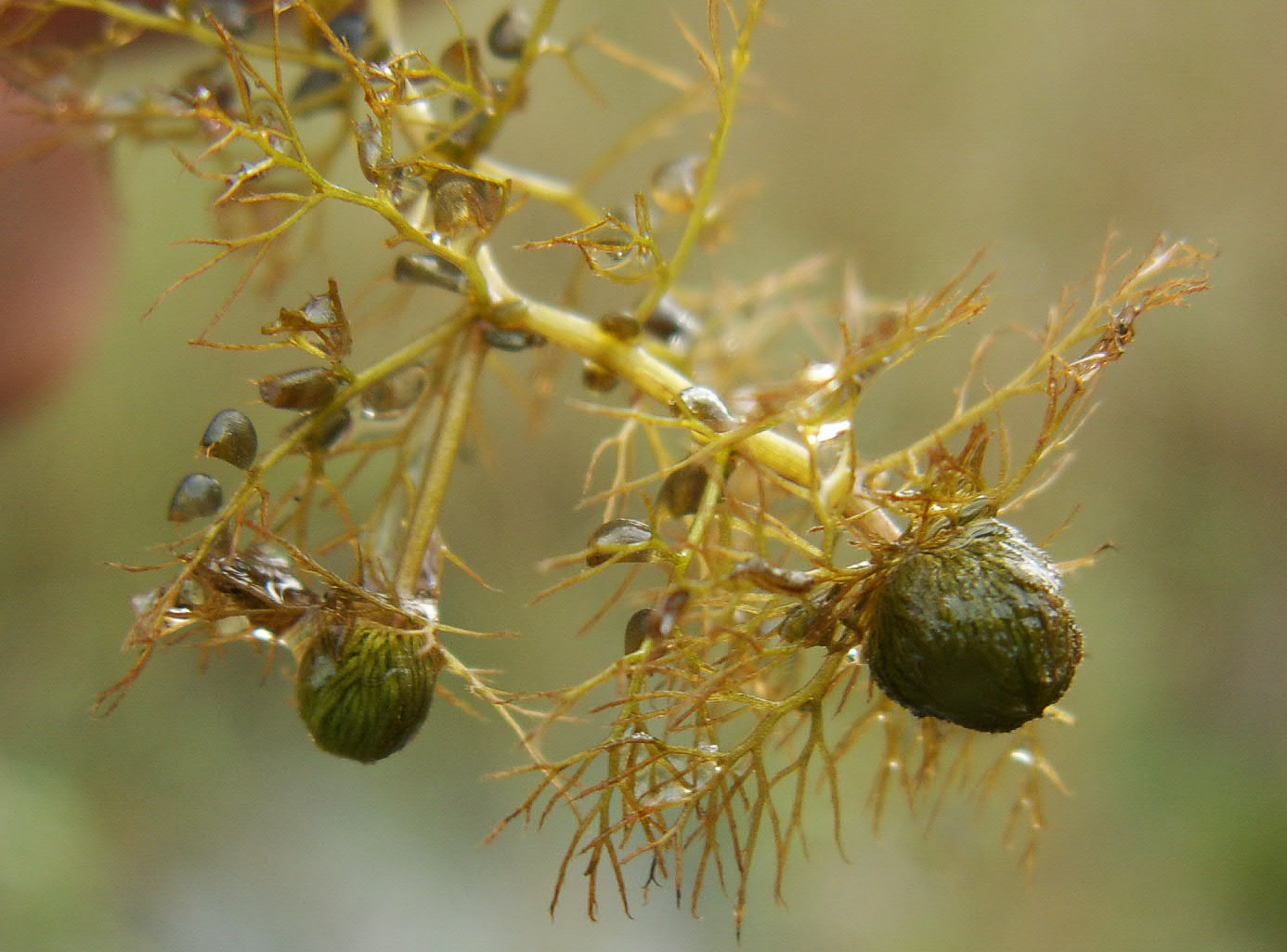
Lapací měchýřky a dva turiony – konec vegetačního období

Bublinatka obecná (Utricularia vulgaris) je hydrofyt a masožravá rostlina, druh z rozsáhlého rodu bublinatka (Utricularia). Je to největší bublinatka rostoucí v České republice.

## Výskyt
Rozšířena je cirkumpolárně, roste téměř v celé Evropě, na západě Sibiře, na Kavkaze a ve střední a jihozápadní Asii. Vyrůstá také v severní i v tropické Africe a Severní Americe. Je to sladkovodní rostlina, obsazuje jezera, rybníky, příkopy, umělé kanály, slepá rameny a meandry pomalu tekoucích řek i rýžová pole. V České republice se vyskytuje jen vzácně, ve stojatých vodách termofytika, slatinných tůních a rákosinách mezotrofních rybníků. Vyžaduje striktně tvrdou vodu a střední až vyšší pH, je poměrně teplomilná.

## Popis
Vytrvalá vodní rostlina která je zcela bez kořenů a ve vodě splývá. Její křehké, stejnotvaré lodyhy dosahující na konci léta ve středoevropských poměrech délky 1,5 m (maximálně až 2,5 m) a jsou silné asi 1 mm. Rozvětvuje se v hustě listnaté větve rozložené růžicovitě. Pod vodu ponořené zelené listy jsou 2 až 6krát zpeřeně dělené v nitkovité úkrojky, ty jsou po obvodě porostlé nevýraznými papilárami s jednobuněčnými chlupy které rostlinu chrání, např. proti vodním býložravým plžům. Roztřepené listy zajišťují větší styčnou plochu rostliny s vodou z které čerpá živiny.
Na horní straně některých listů vyrůstají na kratičkých stopkách četné vejčité lapací měchýřky různých velikostí, 1 až 5 mm široké, bývá jich asi 200 na 10 cm délky lodyhy. Jsou uzpůsobeny na chytání drobných vodních živočichů, zejména buchanek, lasturnatek a zvláště perlooček. Bývají běžně naplněny vodou, před obdobím květu se však plní vzduchem a vyzvedávají rostlinu, dosud hluboko ponořenou, k hladině. Ve vodách s malým obsahem kyslíku a oxidu uhličitého mohou pro zvýšení příjmu těchto životně důležitých látek vyrůstat z hlavní lodyhy kolmo vzhůru ještě dýchací lodyhy vystupující několik centimetrů nad hladinu, na koncích jsou šupinovitě olistěné a mají dýchací průduchy.
Po vyplavání bublinatky z hlubších vrstev vyrostou ze starších lodyh nad hladinu rozvětvené květonosné stvoly porostlé vejčitými, hnědými šupinami a zakončené asi 10 až 30 cm vysokým chudým hroznem květů velikých asi 2 cm. Někdy jsou lodyhy na mělčinách podpírány rhizoidy, tj. rozvětvenými větvičkami rostoucími šikmo dolů ze spodní části vřetene květenství. Květy vyrůstají na krátkých stopkách z paždí šupin které nahrazují listeny. Oboupohlavný květ je tvořen hluboce dvoudílným červenohnědým kalichem a žlutou dvoupyskou šklebivou korunou s kratším, horním okrouhle vejčitým pyskem. Dolní větší, trojlaločný pysk má nazpět ohnuté okraje a dvoulaločné, vypuklé patro oranžově pruhované. Na spodním pysku je kuželovitá ostruha.
Ve květu jsou dvě tyčinky, ale prašníky obou jsou spolu srostlé. Ze svrchního semeníku vystupuje čnělka s bliznou se dvěma nestejně velkými laloky. Opylení prvotně zajišťuje létající hmyz; pokud však k tomuto nedojde, skloní se větší lalok blizny k prašníkům a opylí se vlastním pylem. Květy vykvétají v červnu až září. Po odkvětu se lapací měchýřky opět naplní vodou a bublinatka klesá hlouběji do vody.

## Rozmnožování
Po dozrání plodů, kulovitých tobolek, se tyto otevřou a semena vypadají do bahna. Příští rok na jaře ze semínka vyklíčí mladá rostlinka s růžici šídlovitých listů, ze které vyroste lodyha s listy.
V našich klimatických podmínkách se však bublinatka obecná rozmnožuje hlavně vegetativně. Nejčastěji je to v průběhu vegetačního období odlomením části křehké lodyhy, úlomek se začne větvit a vzniká nová lodyha, rostlina. S příchodem chladného počasí se na konci silných lodyh vytváří zvláštní orgán turion (vrcholový pupen), který po odumření lodyhy s ní klesne ke dnu. Po prodělaném období chladu se turion s příchodem oteplení na jaře příštího roku od zbytku lodyhy uvolní a vyplave ke hladině, tam z něho vyroste nová rostlina která je vlastně pokračováním původní. Protože je turion lepkavý, přichytí se občas na peří vodních ptáků a je takto roznášen do vzdálenějších míst.

## Ohrožení
Tato rostlina v poslední době z území ČR téměř vymizela, je to způsobeno hlavbě vlivem eutrofizace vod, svodem odpadních vod a chovem ryb, vysušováním i zarůstáním jejich stanovišť. V současnosti roste jen na několika málo lokalitách, snad jen na dvou ve Středních Čechách (Kozly a Hrabanov) a u Hajské v jižních Čechách. Proto byla bublinatka obecná vyhláškou č. 395/1992 Sb. vydanou Ministerstvem životního prostředí České republiky a v roce 2000 sestaveným „Černým a červeným seznamem cévnatých rostlin České republiky“ prohlášena za druh kriticky ohrožený.